# Heereman’scher Hof

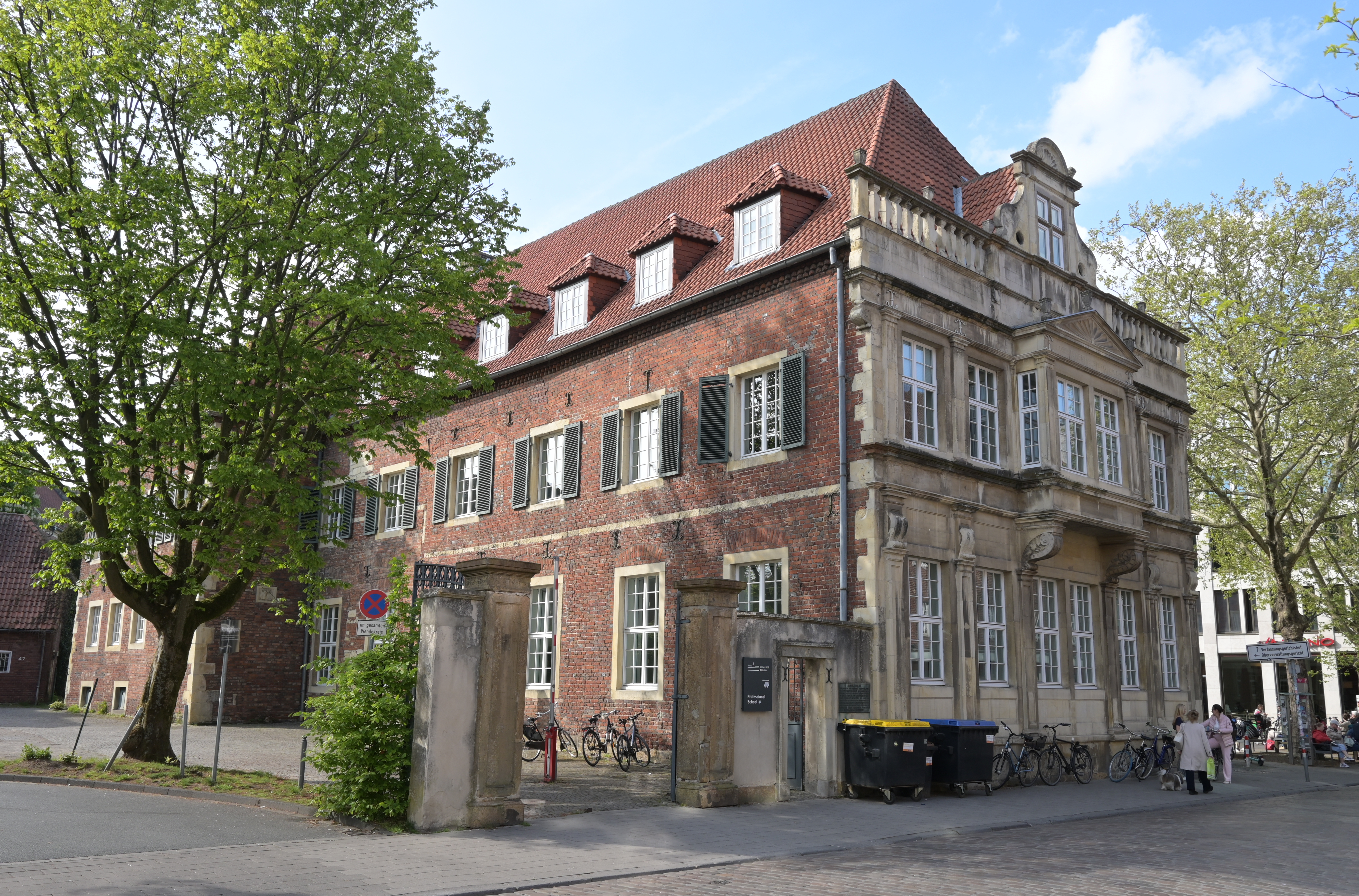
Der Heereman’sche Hof (2025), nun Seminargebäude der Universität Münster Professional School

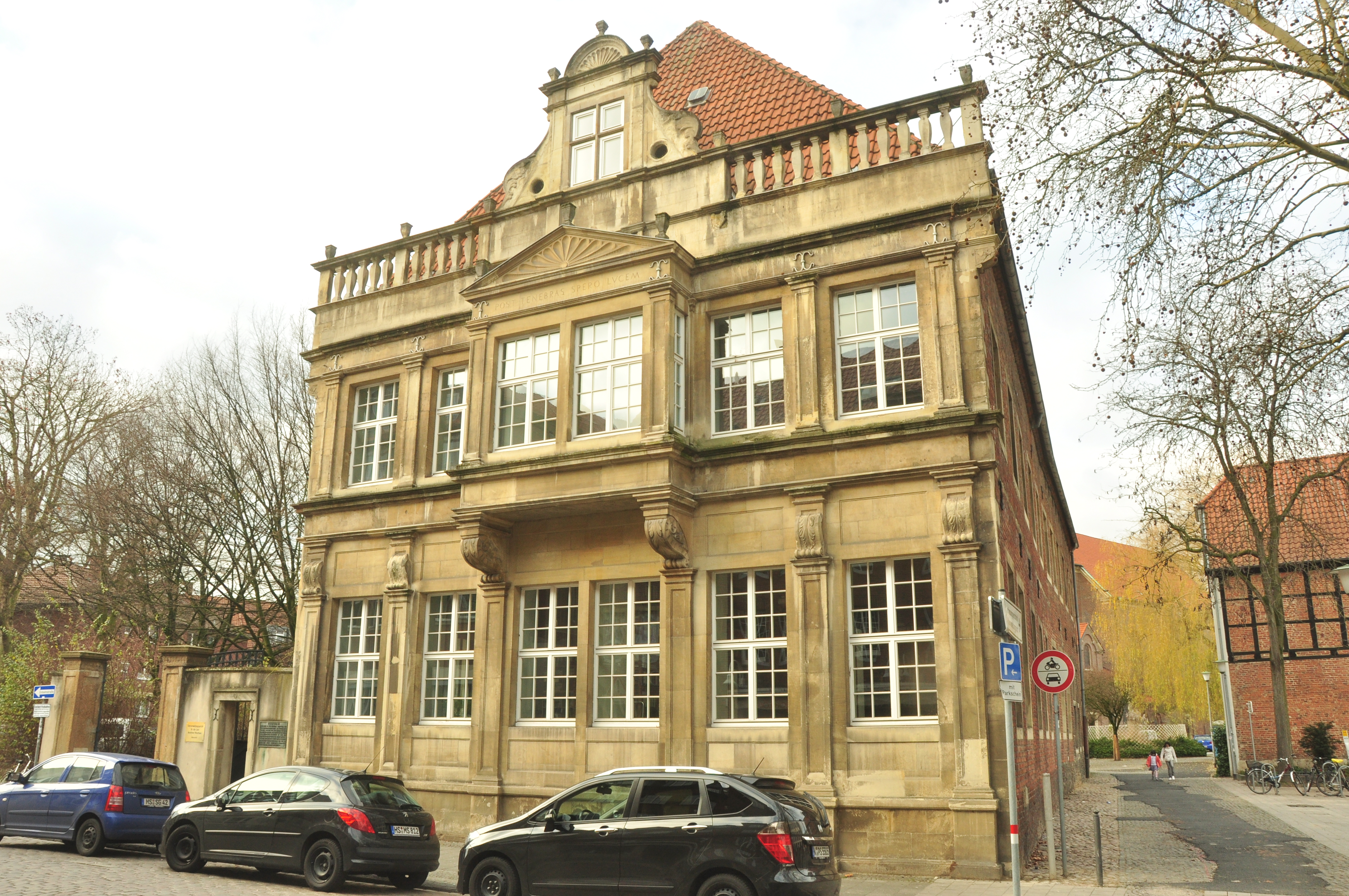
Der Heereman’sche Hof (2009)

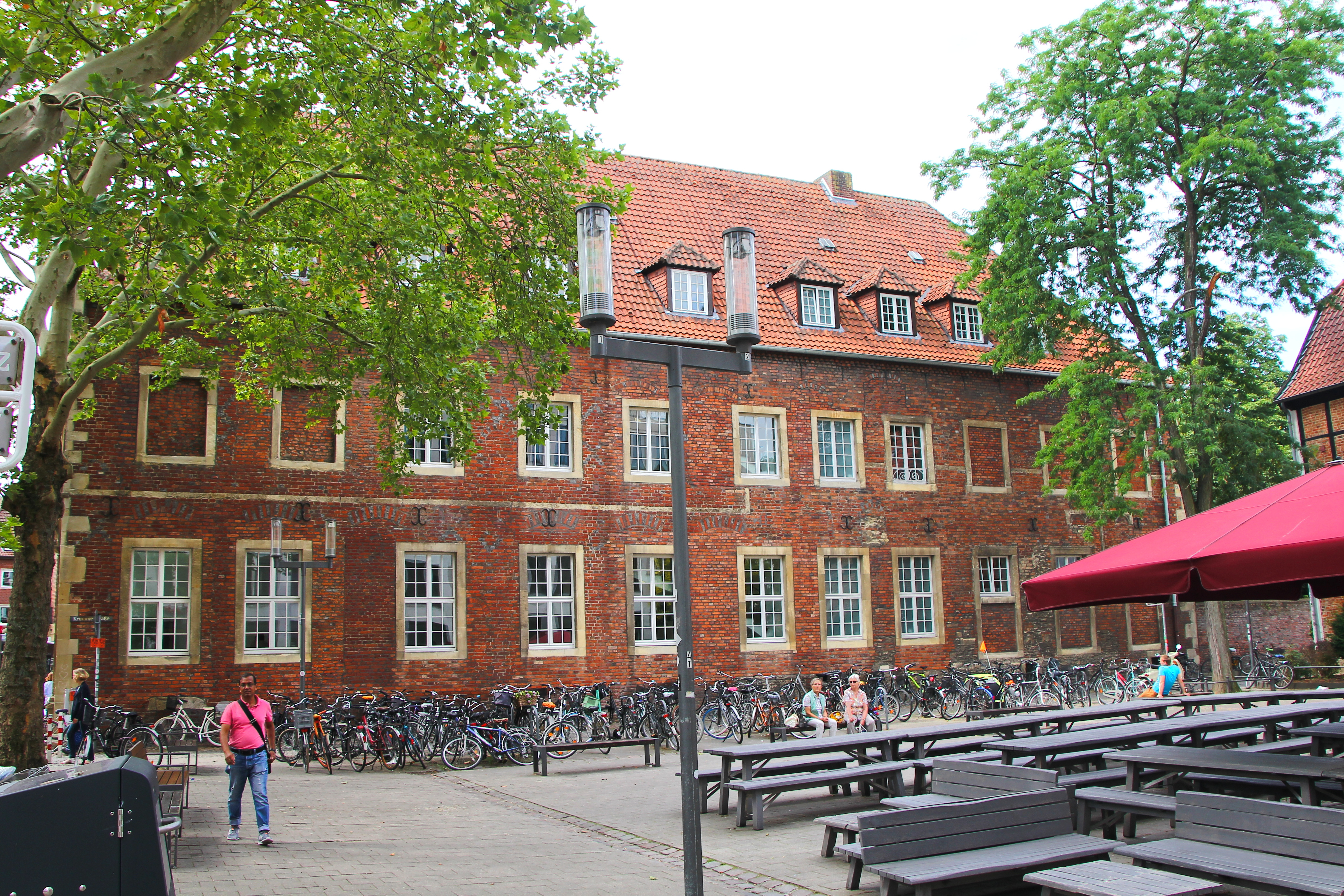
Seitenansicht des Heereman’schen Hofes nach Umnutzung als Seminargebäude (2019)

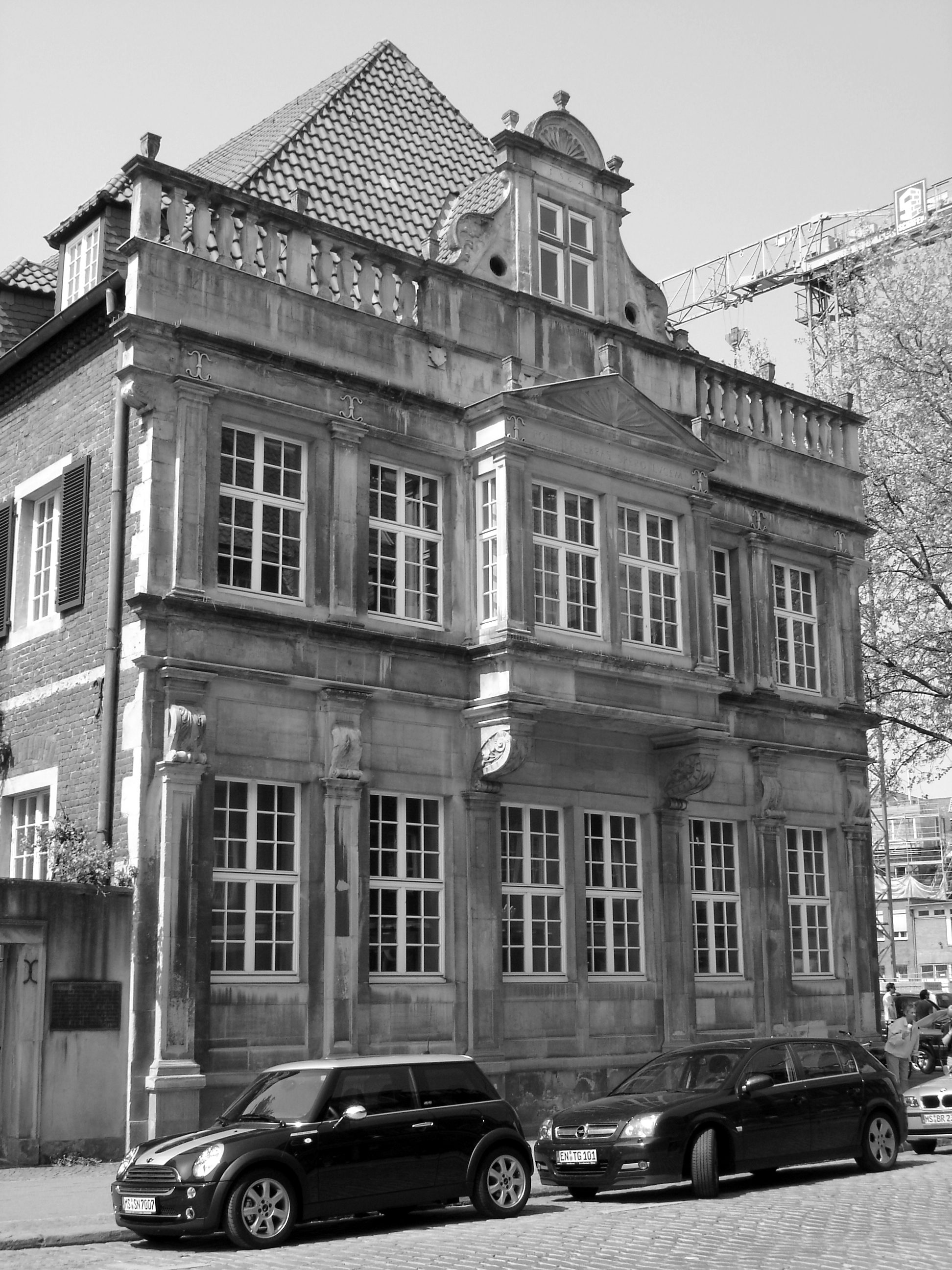
Fassade nach dem Wiederaufbau (1949)

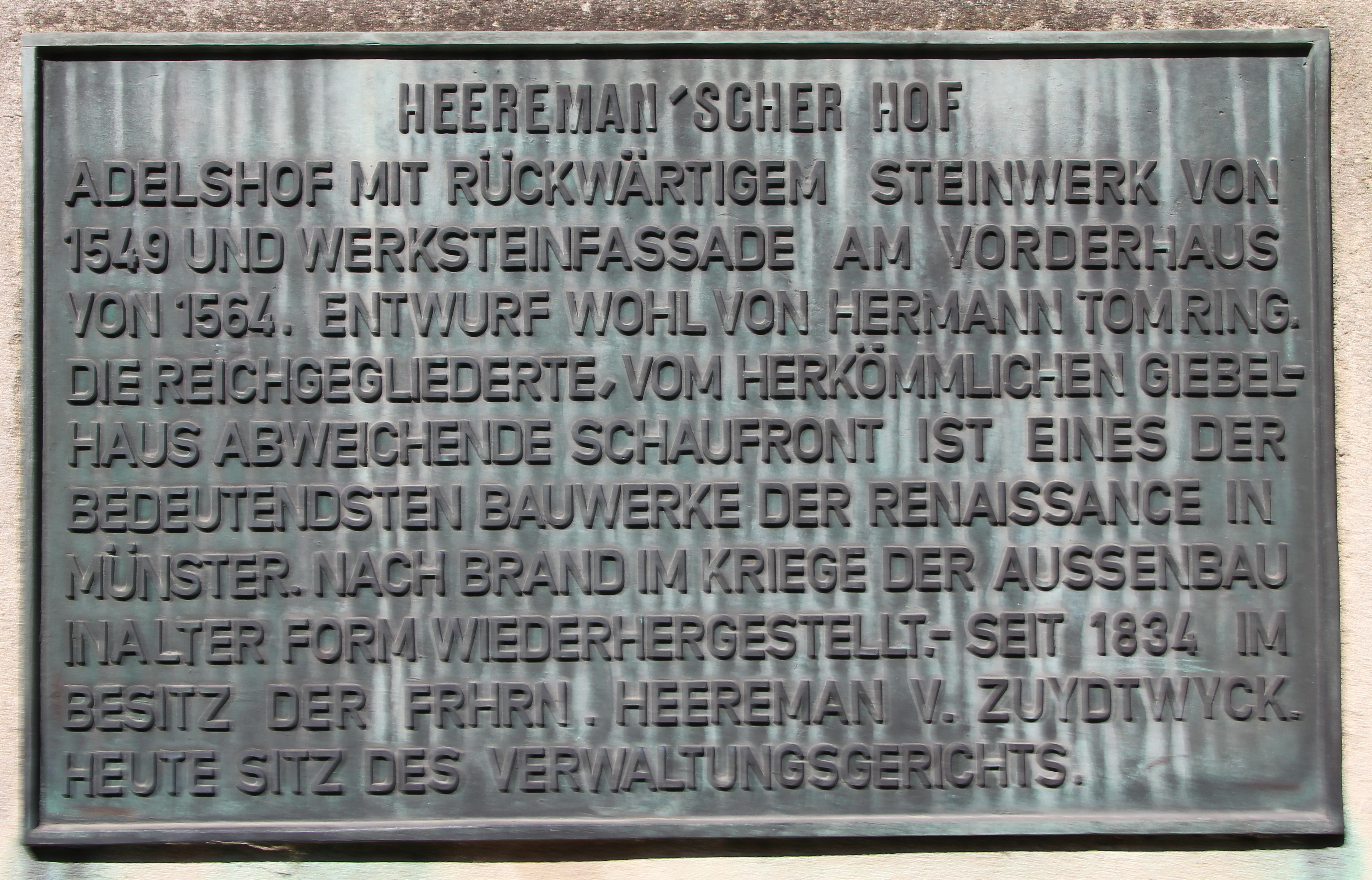
Informationstafel am Gebäude (2019)

Der Heereman’sche Hof, Königstraße 47 in Münster, Westfalen, ist ein historisches Bürgerhaus der Renaissance. Es wurde in der Mitte des 16. Jahrhunderts errichtet und ist als Baudenkmal in der Liste der Baudenkmäler in Münster eingetragen.

## Beschreibung
Der Heereman’sche Hof wurde zwischen 1549 und 1564 im Auftrag des Bürgers Hermann Kock erbaut. Dabei wurden möglicherweise Teile eines rückwärtigen mittelalterlichen Steinwerkes integriert.

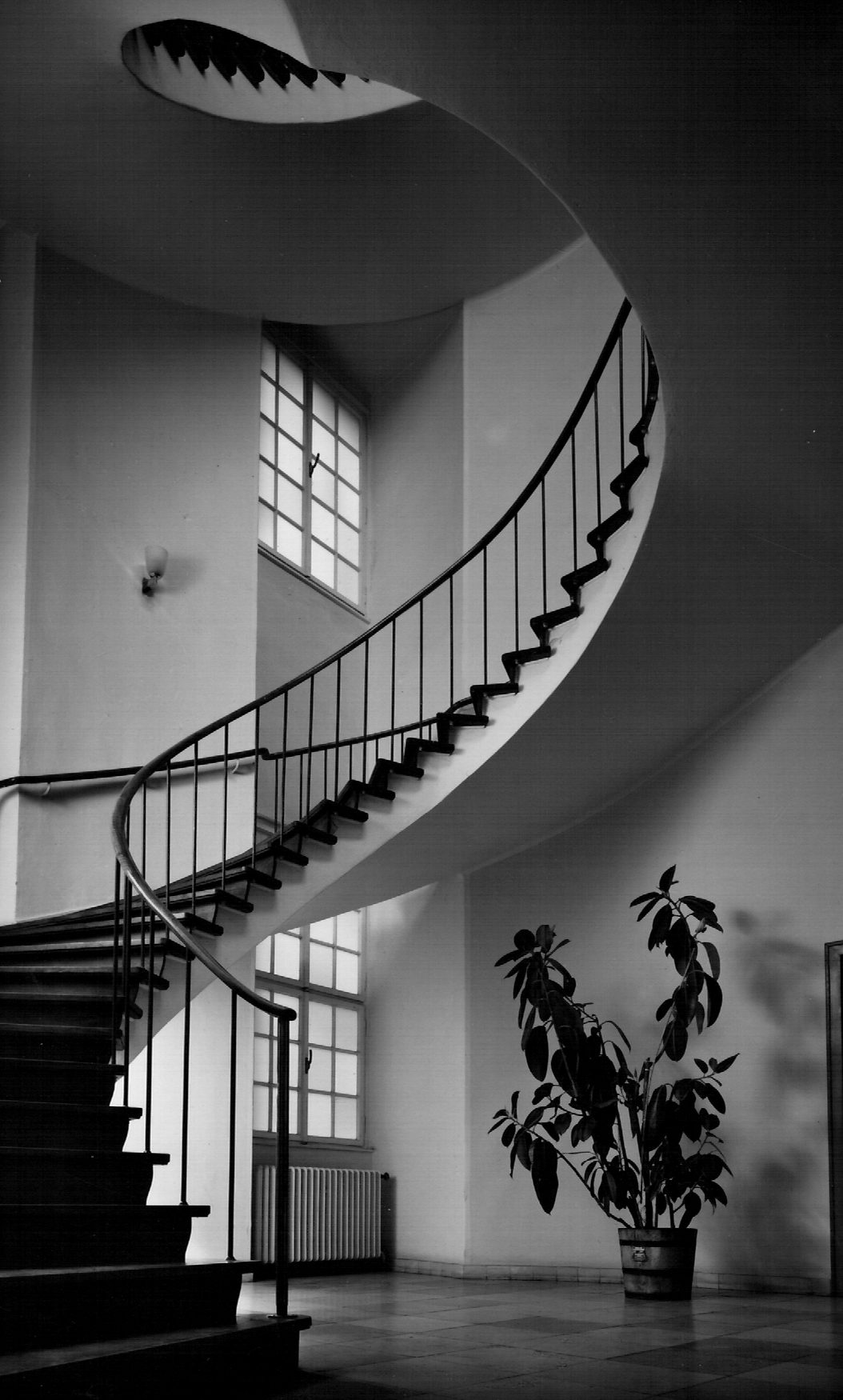
Treppenhaus (1949)

Es handelt sich um ein zweigeschossiges, längliches Gebäude mit einem steilen Walmdach, das straßenseitig einen mittig angeordneten Zwerchgiebel trägt. Während die Traufseiten überwiegend aus Ziegeln errichtet sind und lediglich die Fenster Sandsteinumrahmungen aufweisen, ist die Straßenfassade als repräsentative Schmuckfassade aus Baumberger Sandstein errichtet. Die Fassade weist sechs Fensterachsen auf. Die beiden mittleren Fenster im Erdgeschoss sind gekoppelt. Zwischen den äußeren Fensterachsen gibt es geschosshohe Lisenen. Im ersten Obergeschoss ist mittig ein kräftiger Erker mit seitlichen Fenstern und einer separaten Überdachung mit einer Palmette im Giebeldreieck angeordnet. Er trägt im Architrav über den Fenstern die Inschrift:

„POST TENEBRAS SPERO LUCEM“

„Nach der Dunkelheit hoffe ich auf Licht“

Diese Inschrift war ein typisches Motto der Reformationszeit. Die Fassade schließt oben mit einer durchgehenden Balustergalerie ab. Der Zwerchgiebel ist als Blendgiebel mit geschwungenen Seiten gestaltet und wird von einer Halbrosette bekrönt, mit dem Jahreszahl der Fertigstellung 1564 darunter. Auf der Halbrosette und seitlich befinden sich insgesamt drei Amphorenaufsätze. Die Fassade gehört zu Münsters bedeutendsten Renaissancebauwerken, der Entwurf stammt möglicherweise von Hermann tom Ring. 
Im Laufe der Zeit 1889 gelangte der Hof in den Besitz verschiedener Adelsfamilien, darunter die Freiherren von Schorlemer, die Grafen Plettenberg-Lenhausen und die Freiherren von Nagel zu Vornholz. Diese Familie vermietete das Gebäude von 1801 bis 1830 an einen „Klub der adligen Damen“. 1834 wurde das Anwesen von den Freiherrn Heereman v. Zuydtwyk erworben und bis ins 20. Jahrhundert als Stadtpalais genutzt. 1889 kam ein neuer Bauabschnitt hinzu.
Während des Zweiten Weltkrieges wurde das Haus, wie 90 Prozent der Gebäude innerhalb von Münsters Promenadenring, weitgehend zerstört und brannte aus. Nur noch ein Teil der Außenwände mit der Straßenfassade und der Keller waren übrig. 1947 bis 1951 erfolgte der Wiederaufbau nach Planung des Architekten Heinrich Bartmann. Äußerlich wurden die erhalten gebliebenen Fassaden behutsam in historischer Form saniert. Innen erhielt das Haus einen modernen Grundriss zur Nutzung als Oberverwaltungsgericht. 
Seit dem Auszug des Gerichtes 2011 wird die ca. 1.600 m² große Nutzfläche des Hauses durch die WWU Weiterbildung gGmbH, einer hundertprozentigen Tochter der Universität Münster, zur Durchführung von Seminaren verwendet. Hierzu erfolgte ein behutsamer Umbau, bei dem sieben Tagungsräume geschaffen wurden. In Abstimmung mit den Denkmalschutzbehörden wurde möglichst viel der historischen Bausubstanz, darunter auch die geschwungene Haupttreppe, einzelne Möbel und die Lampen der 50er Jahre, erhalten und restauriert. Manche der Räume wurden weiter nach ihrer vorigen (Nachkriegs-)Funktion benannt wie das „Richterzimmer“ im Erdgeschoss oder der „Alter Gerichtssaal“ in der ersten Etage.
Die Universität Münster weist heute auf eine weitere Verbindung zur Familie Heereman hin, denn der Jurist Clemens Heereman von Zuydwyck (1832–1903) hatte sich als Politiker dafür eingesetzt, dass die Königliche Akademie in Münster 1902 wieder zu einer Volluniversität erhoben wurde.